# Jangalahalli, Kolar
Jangalahalli là một làng thuộc tehsil Kolar, huyện Kolar, bang Karnataka, Ấn Độ.